# Mexichromis porterae
Mexichromis porterae är en snäckart som först beskrevs av Cockerell 1901.  Mexichromis porterae ingår i släktet Mexichromis och familjen Chromodorididae. Inga underarter finns listade i Catalogue of Life.